# 天主教特魯希略教區 (委內瑞拉)
天主教特魯希略教區（拉丁語：Dioecesis Truxillensis in Venetiola）是委內瑞拉一個羅馬天主教教區，屬梅里達總教區。
教區成立於1957年6月4日，位於特魯希略州。2010年有教友746,000人（佔轄區總人口94.7%）、六十八個堂區、117名司鐸。現任教區主教為卡斯托·奧斯瓦爾多·阿蘇阿赫·佩雷斯。